# Козма, Пит
Питер Майкл Козма (англ. Peter Michael Kozma; 11 апреля 1988, Талса, Оклахома) — американский бейсболист, выступающий в системе клуба главной лиги бейсбола «Окленд Атлетикс». Играет на позиции игрока второй базы и шортстопа.

## Карьера
Был выбран «Кардиналс» в первом раунде драфта 2007 года. Прошёл все команды системы «Кардиналов».
В «Сент-Луисе» дебютировал 18 мая 2011 года, заменив травмированного Ника Пунто. В поединке против «Астрос» он вышел пинч-хиттером и сразу сделал RBI-дабл. Впоследствии он выходил на биту ещё 16 раз, но был отправлен обратно в «Мемфис Редбёрдс».
Второй вызов произошёл 31 августа 2012 года после того, как травму получил основной шорт-стоп команды Рафаэль Фуркал.
Первый хоум-ран Пит выбил 23 сентября в поединке против «Кабс» с подачи Джастина Германо. В следующем поединке, уже против «Астрос», Пит также отметился круговой пробежкой.